# Deken van het College van Kardinalen

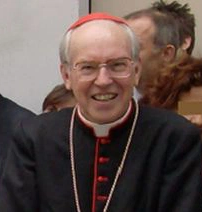
Giovanni Battista Re, deken

De deken van het College van Kardinalen is de voorzitter van het College binnen de Rooms-Katholieke Kerk, die tevens titulair kardinaal-bisschop is van een van de suburbicaire bisdommen (met de toevoeging van het kleinste bisdom Ostia).

## Geschiedenis
Aanvankelijk gold dat de langstzittende kardinaal-bisschop automatisch deze titel verkreeg. In zijn Motu proprio uit 1965 (Sacrum cardinalium consilio) bepaalde paus Paulus VI dat de deken gekozen moet worden door de kardinaal-bisschoppen uit hun midden, waarna de voordracht moet worden voorgelegd aan de paus ter goedkeuring.
Ondanks zijn voorzitterschap over het College van Kardinalen is de macht en invloed van de deken beperkt en wordt hij slechts beschouwd als primus inter pares (Nederlands: de eerste onder gelijken).
Tijdens de periode van sedisvacatie, na de dood of het aftreden van de paus, vervult de deken een belangrijke rol, ook als hij niet kiesgerechtigd is omdat hij de leeftijd van 80 jaar heeft overschreden. Tot zijn taken behoren dan:
- Het oproepen van de kiesgerechtigde kardinalen om deel te nemen aan het volgende conclaaf.
- Het informeren van de ambassades aan de Heilige Stoel over het overlijden of aftreden van de paus alsmede het informeren van de staatshoofden.
- Het voorzitten van de dagelijkse algemene vergaderingen van kardinalen die voorafgaan aan het conclaaf, waarin o.a. de begrafenis en het verloop van het conclaaf worden besproken.
- De begrafenismis voor de overleden paus als hoofdcelebrant opdragen.

Na de keuze van een nieuwe paus is het de deken die als eerste de verkozene benadert (tenzij hij zelf gekozen is) en hem vraagt: "Acceptasne electionem de te canonice factam in Summum Pontificem?" (Nederlands: Accepteert u uw canonieke keuze tot paus?). Daarna stelt hij de vraag welke naam hij tijdens zijn pontificaat zal dragen. Mocht de gekozen paus nog geen bisschop zijn, dan is het ook de taak van de deken om er zorg voor te dragen dat deze wijding alsnog plaatsvindt.
Voor het ambt van deken van het College van Kardinalen bestaat geen pensioensgebonden leeftijd. Mocht de deken dus niet in staat zijn een van genoemde taken uit te voeren doordat hij 80 jaar of ouder is (de leeftijd vanaf wanneer kardinalen niet meer gerechtigd zijn deel te nemen aan een conclaaf), dan worden zijn taken waargenomen door de vicedeken (ook wel aangeduid met "adjunct-deken"), die tevens een kardinaal-bisschop is. Mocht deze op grond van zijn leeftijd evenmin kunnen deelnemen aan het conclaaf, dan wordt zijn taak waargenomen door de in leeftijd oudste stemgerechtigde kardinaal-bisschop die aan het conclaaf deelneemt. Dit was het geval bij het Conclaaf van 2013 dat werd voorgezeten door kardinaal Giovanni Battista Re.

## Huidige deken
Sinds januari 2020 is Giovanni Battista Re de deken van het College van Kardinalen. De vicedeken is Leonardo Sandri. Als ouder dan 80, nemen beiden niet deel aan het conclaaf van 2025. Re ging wel voor in de begrafenisplechtigheid voor paus Franciscus.